# Xingan
Xingan (in cinese 新干), talvolta anche nella forma Dayangzhou (大洋洲), è un sito archeologico situato sul fiume Gan presso Dayangzhou, Contea di Xingan, Jiangxi, Cina.

## Descrizione
Il sito fu scavato nel 1989. Gli abbondanti corredi con oggetti di bronzo e giada lo hanno reso il secondo sito sepolcrale più ricco fra quelli noti, secondo solo alla tomba di Fu Hao. 
Xingan ospitava anche una tomba rettangolare ricoperta da un tumulo. Grandemente danneggiata da spostamenti di banchi sabbiosi, la tomba non ha conservato i resti scheletrici della sepoltura, cosicché alcuni archeologi dubitano che il rinvenimento possa effettivamente essere una tomba.
A Xingan sono stati scoperti oltre 1000 manufatti di giada.
Xingan è nota per lo stile unico del suo vasellame di bronzo, di cui sono stati scoperti 54 esemplari. Oltre 480 oggetti di bronzo sono stati scoperti in questo sito.
I fusori di bronzo a Xingan copiarono e padroneggiarono le tecniche della cultura di Erligang, per poi caratterizzare la produzione di vasellame in bronzo con un proprio stile caratteristico.
Xingan è associata alla cultura di Wucheng.
I reperti di Xingan sono per lo più custoditi presso lo Jiangxi Provincial Museum.